# Oblężenie Pskowa

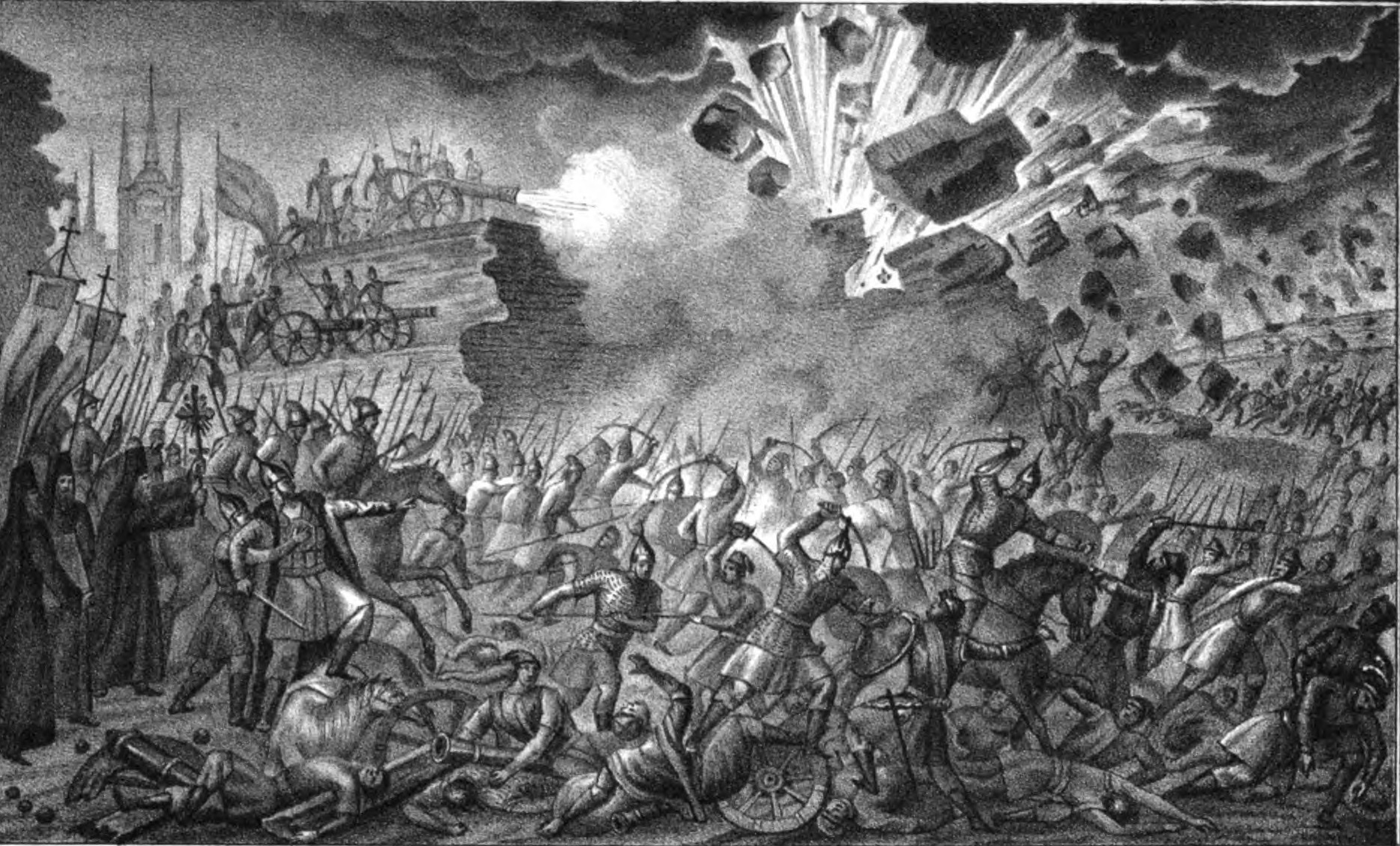
Oblężenie Pskowa

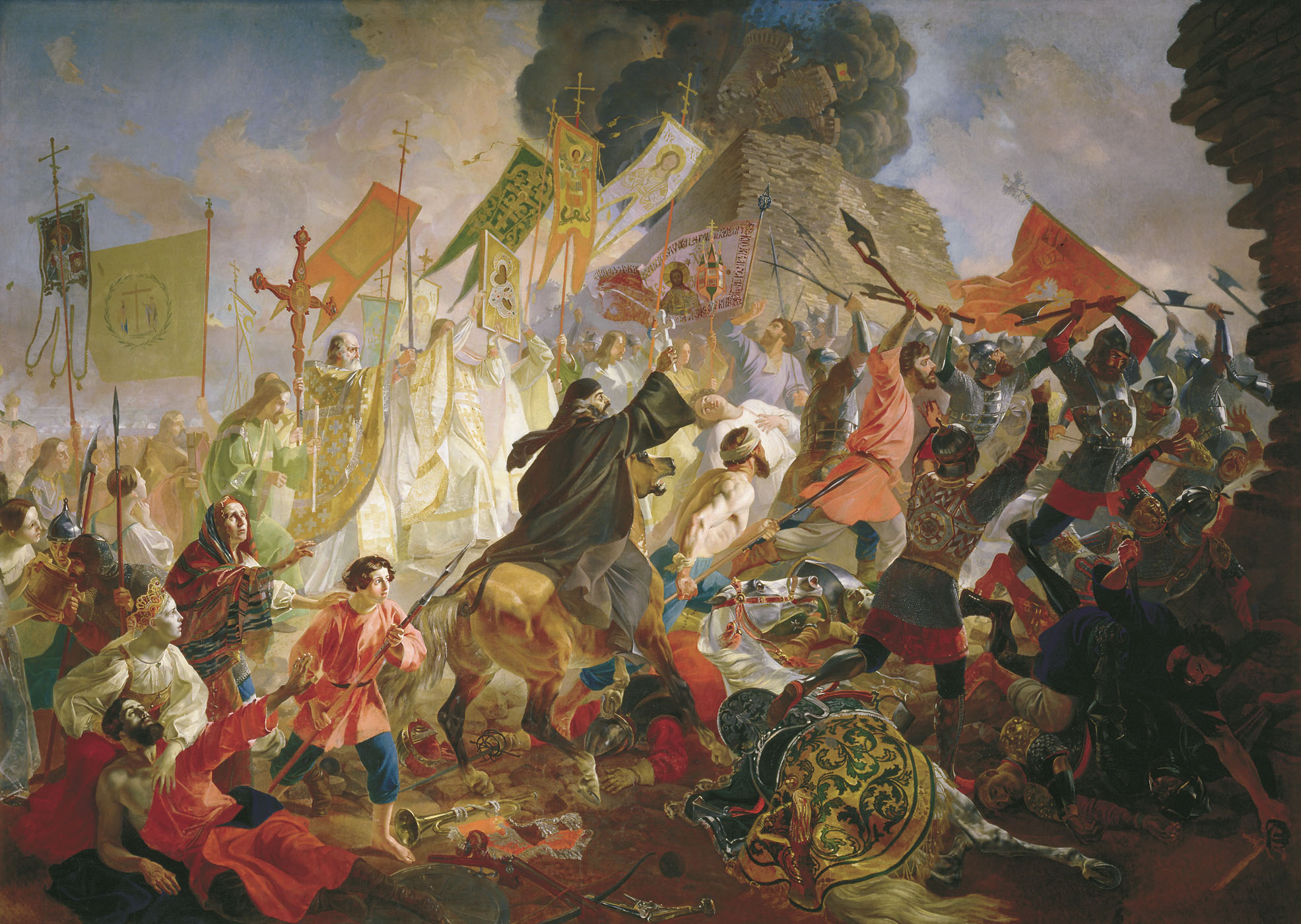
Karł Briułłow, Oblężenie Pskowa przez króla polskiego Stefana Batorego w 1581 roku

Oblężenie Pskowa – decydujące oblężenie III wyprawy inflanckiej Stefana Batorego. Trwało od 8 września 1581 do 6 lutego 1582 i choć niezakończone sukcesem, przyczyniło się do szczęśliwego dla Rzeczypospolitej końca – rozejmu w Jamie Zapolskim, w wyniku którego car rosyjski Iwan IV Groźny został zmuszony do oddania Polsce Inflant.

## Przygotowania Rzeczypospolitej do kampanii 1581 roku
Na sejmie zwołanym 22 stycznia 1581 roku do Warszawy, Jan Zamoyski zwrócił się do posłów z prośbą o podatki na trzy lata z góry. Posłowie zgodzili się tylko na dwuletnie podatki, jednocześnie proszono króla o jak najszybsze zakończenie wojny. Sytuację finansową poprawiły w pewnym stopniu pożyczki uzyskane od książąt Rzeszy. Jeszcze w trakcie trwania sejmu rozpoczęto wydawać listy przypowiednie dla nowych oddziałów, nakazując im termin koncentracji na 30 czerwca. Nowo zaciągnięte oddziały miały się koncentrować w Wielkich Łukach i Zawłoczu, stare zaciągi miały zaś wyznaczone jako miejsca koncentracji Szczyduty, Łukomlę oraz Połock. Historycy wojskowości oceniają wysiłek mobilizacyjny Rzeczypospolitej w kampanii 1581 roku na 55 000 żołnierzy. W tym pozostawiono na Podolu do ochrony tych ziem przed najazdami tatarskimi nieco ponad 2 tys. żołnierzy pod wodzą hetmana polnego koronnego Mikołaja Sieniawskiego. Następne 3000 żołnierzy rozmieszczono w Inflantach. Część oddziałów pozostawiono także w zamkach nadgranicznych i zdobytych Wielkich Łukach. Na głównym kierunku działań skoncentrowano 47 000 żołnierzy. Korona wystawiła około 24 000 ludzi, w tym 10 251 zaciężnej jazdy i 11 575 piechoty. Armia litewska liczyła zaś około 23 000 żołnierzy w czym 4000 zaciężnej jazdy i 1000 zaciężnej piechoty, 3000 kozaków oraz 15 000 ludzi w pocztach pańskich i pospolitym ruszeniu. Źle przedstawiała się natomiast sytuacja w artylerii, która podczas kampanii 1581 roku składała się z zaledwie 20 dział burzących i nieznanej nam bliżej liczby armat o mniejszych wagomiarach.

## Przygotowania moskiewskie do kampanii 1581 roku
Dowództwo moskiewskie spodziewało się ataku na Psków od dawna. Miasto było jedną z najsilniejszych twierdz w państwie rosyjskim. Na dowódców twierdzy Iwan IV Groźny mianował swych najlepszych i najbardziej zaufanych ludzi. Najstarszym rangą dowódcą był kniaź Wasyl Skopin Szujski, miał on odpowiadać za pozostałych wojewodów, a także całość przygotowań do obrony w twierdzy. Zastępcą Szujskiego został jego bratanek Iwan. Przewyższając energią i talentami wojennymi stryja właściwie kierował obroną Pskowa. Był doświadczonym dowódcą, który brał udział w zdobyciu Połocka w 1563 roku, a także w walkach z Polakami i Szwedami podczas ówczesnej wojny. Szacunki co do załogi Pskowa są wśród historyków rozbieżne. Heidenstein (1553–1620) szacował garnizon na 7000 jazdy i 50 000 piechoty (wliczając w to zdolnych do noszenia broni mieszczan), co według nowszych badań jest liczbą zawyżoną. H. Kotarski opierając się na źródłach polskich i rosyjskich oszacował załogę miasta na 20 000 ludzi, w tym 2000 jazdy, 7000 strzelców oraz 10 000 zdolnych do noszenia broni mieszczan. Artyleria liczyła 40 ciężkich dział i dużą, bliżej nieokreśloną, liczbę mniejszych.

## Przygotowania do oblężenia
Armia Rzeczypospolitej znalazłszy się pod murami Pskowa musiała wybrać jak najdogodniejszą pozycję na założenie obozu. 26 sierpnia postanowiono założyć obóz naprzeciw południowo-zachodniego naroża twierdzy nad rzeką Pskową. Miejsce to (położone obok gościńca nowogrodzkiego) wydawało się najlepsze, gdyż przecinało główny szlak łączący Psków z resztą państwa Moskiewskiego. Rzeka zabezpieczała flankę sił polsko-litewskich, a miękki grunt ułatwiał podkopy. Wybrane miejsce znajdowało się jednak zbyt blisko murów, skąd oblegających z łatwością raziła artyleria obrońców. Spowodowało to zmianę dyslokacji wojsk oblężniczych. Nowy obóz założono 28 sierpnia pomiędzy Promierzycą a Czerechą o 4 kilometry od południowego naroża Pskowa. Każda nacja wchodząca w skład armii Batorego założyła swój własny obóz. Na lewym skrzydle stanęli Węgrzy, w środku ustawili się Polacy, Litwini stanęli na prawo od stanowisk polskich, natomiast Niemcy rozłożyli się pomiędzy Polakami a Litwinami. Król zdecydował, iż prace oblężnicze będą prowadzone od ściany południowej. Siły zebrane na wyprawę nie pozwalały na prowadzenie oblężenia ze wszystkich stron jednocześnie. Nocą z 5 na 6 września ukończono aprosze i reduty, i zaczęto wciągać armaty na szańce. Następnego dnia 19 ciężkich dział rozpoczęło ostrzał umocnień twierdzy.

## Szturm 8 września
Ostrzał artylerii trwał od rana przez pięć godzin. Następnie postanowiono przeprowadzić szturm na wyłom w murach twierdzy. Do jego wykonania przeznaczono piechotę polską i węgierską, a także oddział liczący około 1500 ochotników spośród chorągwi jazdy. Do szturmu przeznaczono kilkanaście tysięcy ludzi. Jazdę ustawiono na tyłach oddziałów gotujących się do szturmu, jej część przeznaczono też do osłony traktów prowadzących do twierdzy. Około godziny 13:00 wyruszyły oddziały zwiadu. Wkrótce uderzyła reszta wojsk Batorego. Opanowano jedną basztę i zrobiono wyłom w murach, ale nie udało się szturmującym dostać do środka miasta. Szturm się nie powiódł a straty wyniosły około 500 ludzi.

## Rezultat
Pięciomiesięczne oblężenie Pskowa w latach 1581–1582 przez siły polsko-litewskie nie zakończyło się zdobyciem miasta. Rosjanie zmuszeni zostali podjąć rokowania rozejmowe w obliczu postępu wojsk szwedzkich, które uderzyły na pogrążone w wojnie państwo moskiewskie. Zakończeniem walk był rozejm w Jamie Zapolskim podpisany 15 stycznia 1582 r.

## Ciekawostki
Starcie miało pewną dość oryginalną konsekwencję. Stefan Batory obwiniał za klęskę niskie morale i bitność żołnierzy polskich, za którego przyczynę uznał narkotyzowanie się wojsk polskich nasionami derenia (odwrotnie do Litwinów, którzy jakoby nie znali takowej używki). Podobno miało się tak dziać również pod Wielkimi Łukami, kiedy to nieroztropny rabunek spowodował wybuch prochowni twierdzy. W rezultacie władca nakazał wytrzebienie wszelkich krzewów rośliny z Korony. Podejrzewa się, że miało to znaczący wpływ na załamanie się polskiej produkcji miodów pitnych i przejście na stosowanie gorzały (obok np. introdukowania ziemniaka). Wiadomo bowiem, że jest to krzew niezwykle przydatny pszczołom ze względu na wczesne i obfite kwitnienie.

## Upamiętnienie
Walki rycerzy polskich pod Pskowem zostały, po 1990 r., upamiętnione na Grobie Nieznanego Żołnierza w Warszawie napisem na jednej z tablic, „PSKÓW 24 VIII 1581 – 15 I 1582”.